# Bomba do Hemetério
Bomba do Hemetério é um bairro da cidade do Recife, capital de Pernambuco, Brasil.

## História
Seu nome originou-se de uma bomba de água colocada sobre um poço por um morador da localidade, chamado Hemetério. A população vizinha se dirigia ao local dizendo ir à bomba do Hemetério.

## Demografia
A renda média mensal de Bomba do Hemetério no ano 2000 era R$ 740,00 e IDH de 0,717.
Com uma área de 44,9 hectares, possuía uma população de 8.472 habitantes (densidade demográfica: 195,7 hab/ha)

## Cultura
Na Bomba do Hemetério estão alguns dos blocos carnavalescos e maracatus do Recife.

Reisado Imperial
Canindé - Tribo Caboclinhos
Gigante do Samba
Orquestra Vocal do Recife que executa músicas das orquestra de frevo utilizando apenas vozes humanas inaugurada nos Palcos da Cidade do Recife na Praça do Arsenal no Ano do Carnaval de 2005.
Orquestra Vocal RecSampa porque é formada por cantores da Bomba do Hemetério, estudantes de canto lírico do Recife e cantores de São Paulo da P7 Banda Vocal. Para escutar tudo 100% na voz humana 

Maracatu Nação Elefante
Fundado em 15 de Novembro de 1800, o Maracatu Nação Elefante é um dos maracatus mais antigos do estado de Pernambuco. O nome do grupo se deu pelo fato de que Oxalá protege o animal, sendo assim, protegeria todo o cortejo. O escravo Manoel Santiago, um dos principais fundadores do Nação Elefante, foi, também, fundador do Maracatu Brilhante, este já extinto. Sua principal rainha, Maria Júlia do Nascimento, mais conhecida por Dona Santa, nascida em 1876, foi eleita rainha aos 19 anos de idade e se dedicou bravamente ao grupo até a sua morte em 1962, sendo considerada um mito. Deixou um desejo de ver a agremiação ser doada para o Museu do Homem do Nordeste, fato que simbolicamente ocorreu em 1964 quando sua filha doou todo o acervo do grupo para o então Instituto Joaquim Nabuco (atualmente conhecido como Fundação Joaquim Nabuco).

### Orquestra Popular da Bomba do Hemetério
A Orquestra Popular da Bomba do Hemetério foi fundada em 2002 pelo maestro Francisco Amâncio da Silva, conhecido popularmente como Maestro Forró, reunindo vinte e uma pessoas da própria comunidade entre elas músicos e técnicos. O grupo já participou de festivais, trilhas de filmes e lançou um disco com título Bomba Jorrando Cultura. O grupo recebeu prêmios do Concurso de Música Carnavalesca Pernambucana apresentando uma performance de rua. A figura do maestro aposta também numa visão não convencional de regente e faz questão de usar bermudas e óculos-escuros nas apresentações. Com movimentos de controle apressados, a ideia inclui ainda a interação com o público através do uso dançante do frevo.